# Ford
Američki automobilistički koncern Ford Motor Company, koji se razgovorno najčešće naziva Ford, osnovao je Henry Ford u gradu Detroitu u saveznoj državi Michigan 16. lipnja 1903. godine.
Ford je proizvodnju započeo Modelom A, pokretanim motorom s 8 konjskih snaga. Tvrtka je uvela veliki preokret u masovnu proizvodnju automobila koristeći ideje Elija Whitneyja o proizvodnoj traci i zamjenskim dijelovima, što je omogućilo jeftinije sklapanje automobila i veću pouzdanost.
U ranim godinama tvrtka je proizvodila male količine automobila u tvornici koja se nalazila u Mackovoj aveniji u Detroitu, a dvoje ili troje ljudi radilo je na automobilima ugrađujući dijelove naručene od drugih proizvođača.
1908. pojavio se poznati Model T, a 1913. razvijena je tehnika potrebna za pokretnu proizvodnu traku, te je Ford proizvodio 50% svih automobila u Sjedinjenim Državama, a do 1918. polovica svih automobila u državi bili su Modeli T. Do pojave Forda, automobili su većinom bili zanatski ili maloserijski proizvod, te je njihova cijena bila izvan dosega mnogih.
Fordov koncern je danas peti najveći svjetski proizvođač automobila a upošljava 164.000 radnika.
Koncern je dioničko društvo od 1955. godine, a trenutačno ima sjedište u Dearbornu u saveznoj državi Michigan. 18. studenog 2003. tamo je proizvedeno ukupno 300 milijunto Fordovo vozilo, a bio je to tamnocrveni Ford Mustang u kabrioletskoj inačici.
Osim marke Ford, koncernu pripadaju i Lincoln luksuzna marka. Ford je imao još jednu luksuznu marku, Mercury koji je ugašen 2011. Ford posjeduje mali udio Mazde i Aston Martina a 2010. godine je prodao Volvo.
Kako bi ostvarili svoj plan o smanjenju emisije štetnih plinova Ford od 2009. godine počinje ugrađivati Ford EcoBoost motore u mnoge svoje modele.

## Aktualni modeli

### Osobna vozila
- Fiesta
- Focus
- EcoSport
- Focus C-Max
- Fusion
- Ford Puma
- Galaxy
- Ka
- Mondeo
- Ranger
- S-Max
- Kuga
- Tourneo
- Tourneo Connect

### Gospodarska vozila
- Transit
- Transit Connect

### SAD
- Fiesta
- Focus
- Fusion
- Mustang
- Taurus
- Escape
- Edge
- Explorer
- Flex
- Expedition
- F-150
- Super Duty
- Transit Connect
- E-Serija

### Brazil
- Ka
- Fiesta
- Ecosport
- Ford Courier
- Cargo